# Jak Crawford
Carlton Jakston "Jak" Crawford (Charlotte, 2 de maio de 2005) é um automobilista estadunidense que atualmente compete na Fórmula 2 pela equipe DAMS. Ele foi membro do Red Bull Junior Team entre 2020 e 2024, quando se juntou à Aston Martin Driver Development Programme. Ele é piloto reserva da Andretti Formula E na temporada 2024–25.

## Biografia
Carlton Jakston Crawford nasceu em Charlotte, cidade da Carolina do Norte, passou a maior parte da infância em Houston, cidade do Texas, e desde os catorze anos, vive na Europa por conta de sua carreira automobilística. Jak, como é carinhosamente chamado, é filho único e seu pai o acompanhou em seu início no automobilismo, trabalhando como mecânico. Jak admira o piloto de Fórmula 1 Max Verstappen e o jogador de basquete Kobe Bryant. Nas horas vagas, ele joga videogame e pratica no simulador.

## Carreira

### Kart
Crawford começou no kart aos seis anos, após se mudar para Houston. Seus destaques no kart foram os títulos na Flórida Winter Tour (categoria Mini ROK) em 2016, no Challenge of the Americas (categoria Junior Rotax) e no SKUSA SuperNationals (categoria X30 Junior), ambos em 2017. Ele encerrou sua jornada no kart com o terceiro lugar no campeonato SKUSA SuperNationals, na categoria X30 Sênior, em 2019.

### Fórmula 4
A estreia de Crawford nos monopostos foi no final de 2018, quando ele disputou o Campeonato NACAM de Fórmula 4 pela Scuderia Martiga EG, vinculada ao ex-piloto de Fórmula 1 mexicano Esteban Gutiérrez. Crawford foi vice-campeão já em sua estreia, tendo ao todo três poles, seis vitórias, catorze pódios e 322 pontos, fazendo 144 a menos que o campeão Manuel Sulaimán.
Após participar da U.S. F2000 em 2019, campeonato que faz parte da Road to Indy, e no qual Crawford terminou em sétimo, com 183 pontos, o piloto da Carolina do Norte voltou seus olhares para as categorias de base europeias. Em 2020, Crawford participou do Campeonato Italiano de Fórmula 4 e da ADAC Fórmula 4, correndo pela Van Amersfoort Racing nas duas categorias.
Seu melhor desempenho foi na F4 Alemã, na qual Crawford fez cinco poles, venceu cinco vezes e fez mais sete pódios, disputando o título com seu companheiro de equipe Jonny Edgar, mas este levou a melhor, fazendo Crawford se contentar com o vice. A diferença entre os dois pilotos foi de apenas dois pontos, com Crawford fazendo 298 enquanto Edgar fez 300.
Já na F4 Italiana, Crawford não participou de todas as rodadas, mesmo assim, ele conseguiu ficar em sexto, graças às suas vitórias na corrida 2 do Red Bull Ring e na corrida 3 de Ímola, além dos outros cinco pódios que obteve no ano.

### Eurofórmula Open
Em 2021, Crawford se juntou ao Team Motorpark para disputar o campeonato de Eurofórmula Open daquele ano. O estadunidense dividiu suas atenções com sua estreia na Fórmula 3, mas foi na Eurofórmula que ele teve mais destaque. Mesmo estando presente em apenas 16 das 24 corridas da temporada, Crawford conseguiu quatro poles, oito vitórias e dez pódios no total, encerrando o ano em terceiro lugar, somando 304 pontos, com nove a menos do que o vice-campeão Louis Foster e 78 a menos do que o campeão Cameron Das.

### Fórmula 3

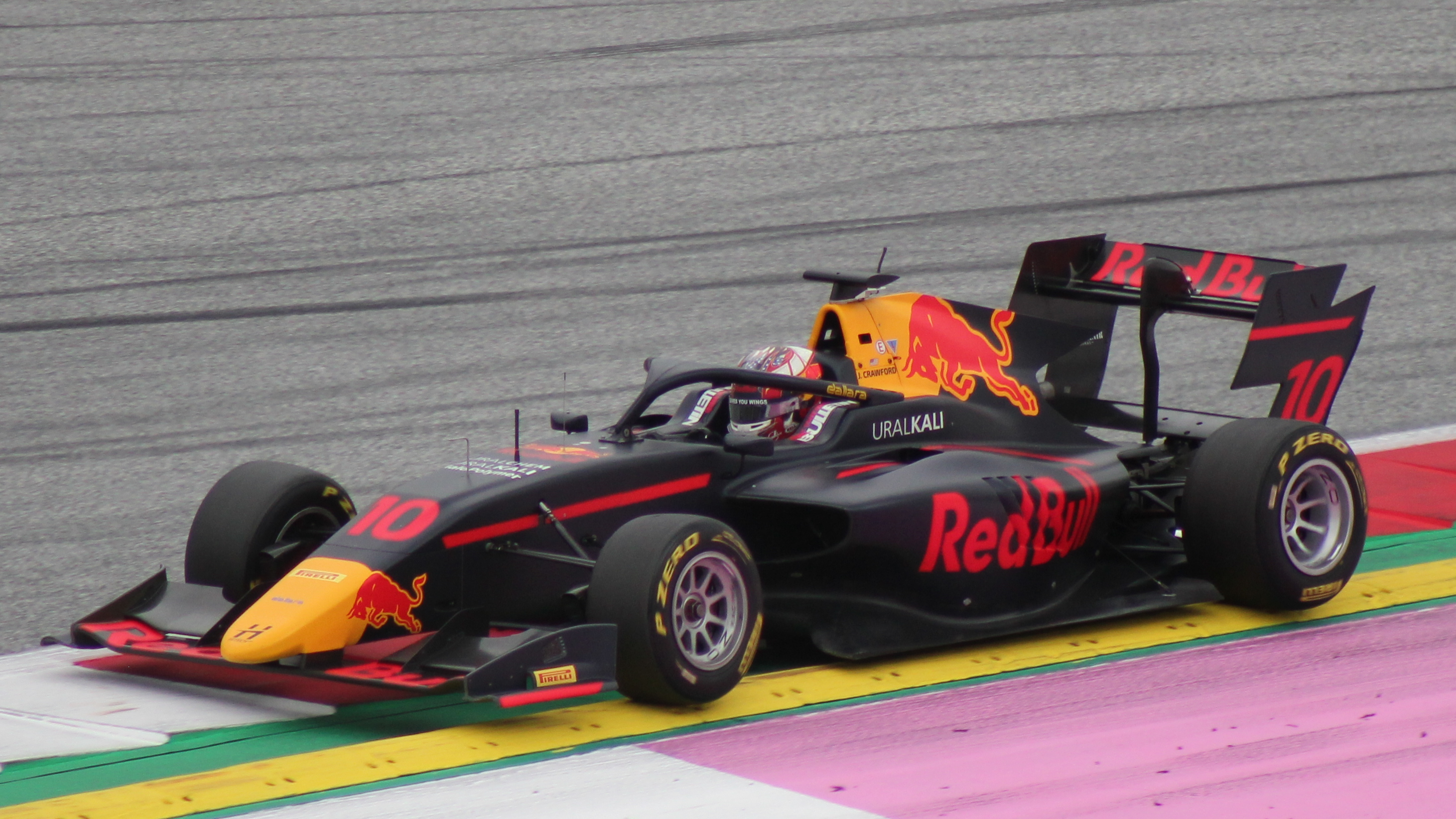
Crawford na etapa austríaca da Fórmula 3, em 2021

Em 15 de janeiro de 2021, foi anunciado que Crawford havia sido contratado pela equipe Hitech Grand Prix para a disputa do Campeonato de Fórmula 3 da FIA de 2021, tendo como companheiros o seu colega japonês da Red Bull Ayumu Iwasa e o tcheco Roman Staněk. Na sua primeira temporada, ele teve como melhor resultado um segundo lugar na corrida 1 de Spa-Francorchamps, etapa marcada pelas fortes chuvas e que só contou com quinze voltas, na qual Crawford só foi superado por Lorenzo Colombo, da Campos Racing. O estadunidense terminou o ano em 13º, com 45 pontos, ficando uma posição abaixo de Iwasa (que acumulou 7 pontos a mais que Crawford) e três posições acima de Staněk (que obteve 16 pontos a menos que Crawford).
Para a disputa da temporada de 2022, ele se transferiu para a Prema Racing, tendo como novos colegas os membros da Ferrari Driver Academy Arthur Leclerc e Oliver Bearman. Em seu segundo ano, ele conquistou sua única vitória na F3 durante a corrida curta do Red Bull Ring, na qual largou em terceiro e tomou a liderança de Caio Collet, da MP Motorsport, na 14ª volta. Crawford obteve mais quatro pódios nas duas provas de Ímola, na corrida curta de Barcelona e na corrida longa de Monza, e encerrou o ano em sétimo lugar, com 109 pontos, cinco a menos que Leclerc, o sexto colocado, e vinte e três a menos que Bearman, o terceiro colocado.

### Fórmula Regional
No início de 2022, Crawford disputou o Campeonato de Fórmula Regional Asiática, fazendo todas as rodadas pela Abu Dhabi Racing by Prema. Na categoria, ele conquistou três pódios, ficando na sexta colocação, com 113 pontos.
No início de 2023, Crawford se juntou à Hitech Grand Prix para participar apenas da primeira rodada do Campeonato de Fórmula Regional do Oriente Médio, na qual pontuou na terceira corrida, e se garantiu em vigésimo oitavo na classificação final, somando quatro pontos.

### Fórmula 2

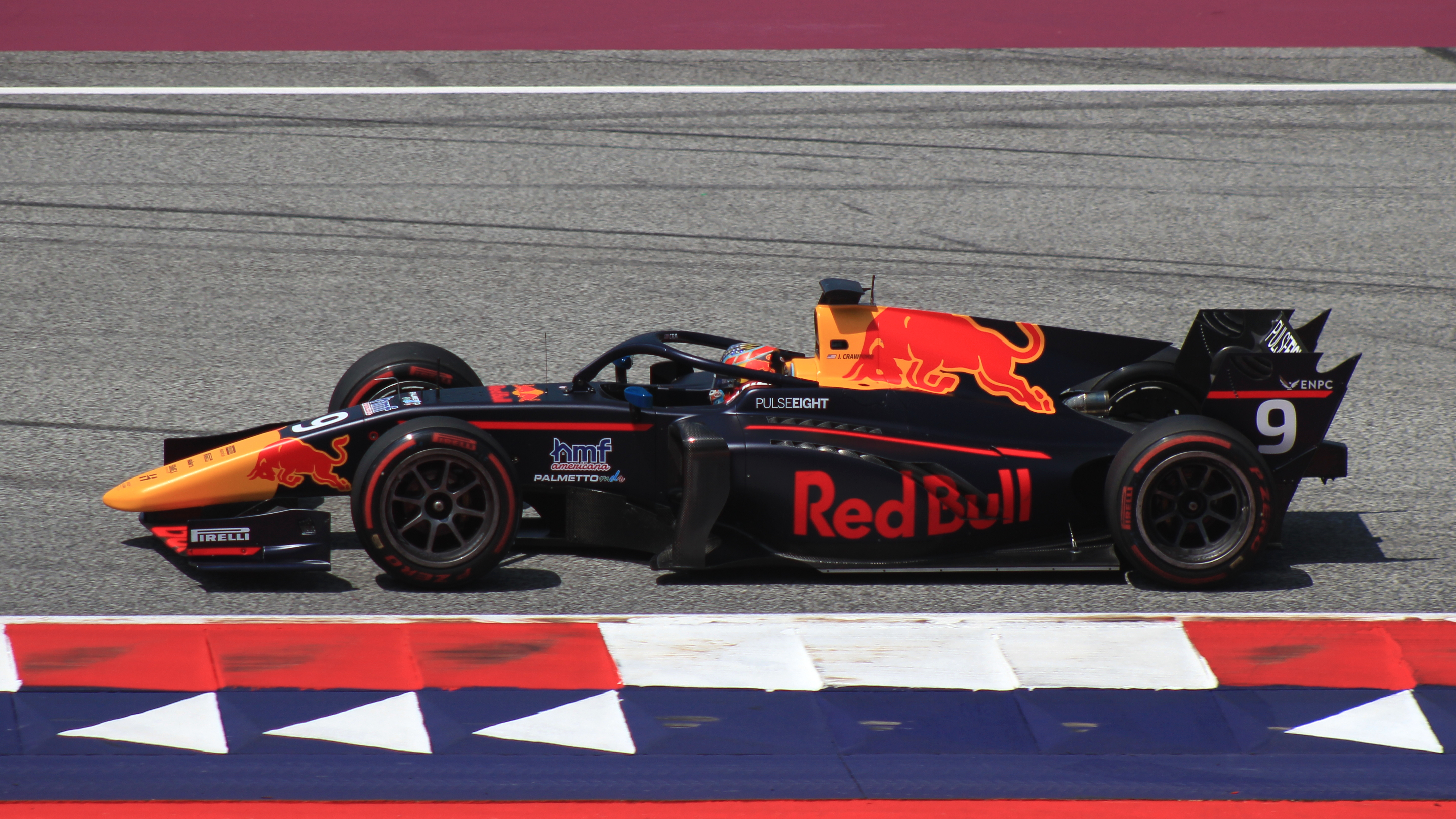
Crawford em etapa da F2 de 2023

Em 19 de janeiro de 2023, foi confirmado que Crawford disputaria o Campeonato de Fórmula 2 da FIA de 2023 com a equipe Hitech, correndo ao lado de seu colega da Red Bull Isack Hadjar. Crawford teve sua primeira vitória na corrida curta do Red Bull Ring, fez sua primeira pole na corrida longa de Zandvoort, na qual fez o último de seus cinco pódios na temporada. Ele encerrou seu ano de estreia na F2 em décimo terceiro lugar, com 57 pontos, superando Hadjar por apenas dois pontos.

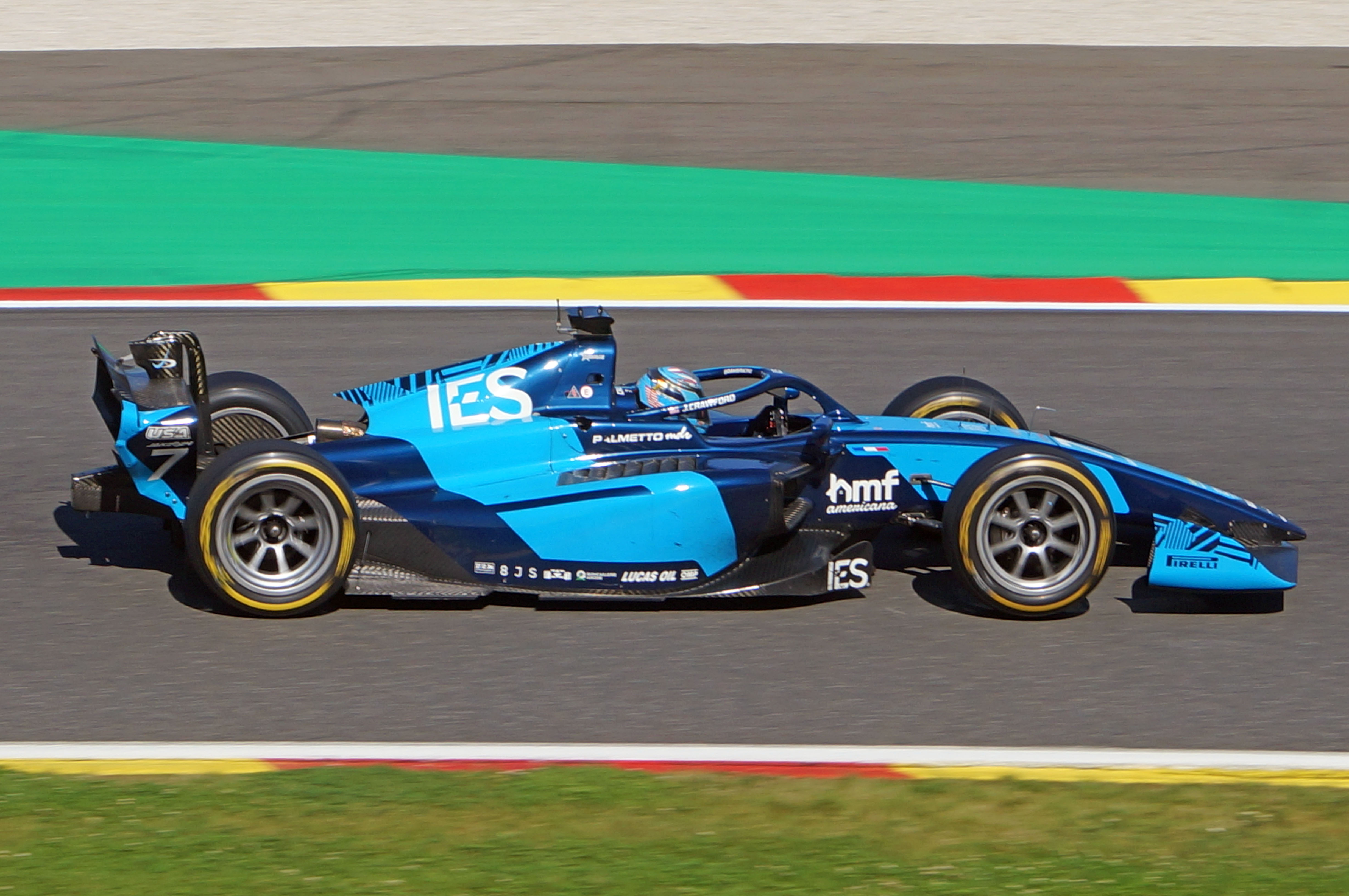
Crawford guiando o carro da DAMS na prova de Spa-Francorchamps da Fórmula 2 em 2024

Crawford se transferiu para a equipe DAMS Lucas Oil para a disputa da temporada de 2024, tendo como companheiro seu compatriota Juan Manuel Correa. Crawford ficou em segundo na corrida que abriu a temporada, a sprint de Sahkir. Ele venceu a corrida longa de Barcelona, na qual ficou a apenas 2 centésimos da pole, e fez mais três pódios em Silverstone (3º colocado na corrida longa), Spa-Francorchamps (3º colocado na corrida longa) e em Bacu (2º colocado na corrida curta). Seus resultados o colocaram como melhor piloto da DAMS no ano, com Crawford superando Correa por ampla margem.
Em 9 de outubro de 2024, foi anunciado que Crawford seguiria com a DAMS para a temporada de 2025 da Fórmula 2, com o indiano Kush Maini chegando para ser seu novo companheiro. Após uma sequência de quatro provas fora da zona de pontuação, Crawford largou da pole na corrida longa da Arábia Saudita, mas na última volta, perdeu a vitória para Richard Verschoor. Sua primeira vitória veio na corrida sprint de Ímola, ao ultrapassar Ritomo Miyata na primeira volta. A segunda foi na corrida longa em Mônaco, que se concretizou quando o estadunidense fez a sua parada no exato momento do safety car, com ele tomando a liderança de Leonardo Fornaroli pouco antes da bandeira vermelha decretar o fim da prova. Crawford voltou a vencer na corrida longa da Grã-Bretanha.

### Fórmula 1
Em janeiro de 2020, Crawford foi nomeado como uma nova contratação para o programa de jovens pilotos da Red Bull, o Red Bull Junior Team. Ele deixou o programa depois de quatro anos, se juntando ao programa de desenvolvimento de jovens pilotos da Aston Martin.
Em junho de 2024, a Aston Martin escalou Crawford para participar de uma sessão de testes, com o piloto guiando o carro AMR22, utilizado pela equipe na temporada 2022. O estadunidense completou mais de 400 km em sua primeira experiência com um carro de Fórmula 1.
Em outubro, a Aston Martin confirmou a presença de Crawford no teste de jovens pilotos a ser realizado em Abu Dhabi em dezembro.

### Fórmula E
Crawford foi escalado pela Andretti Formula E para participar dos testes dos novatos no ePrix de Berlim. Em novembro de 2024, a Andretti anunciou que Crawford seria seu piloto reserva para a temporada 2024–25.

## Resultados

### Resumo da carreira
| Temporada | Categoria                         | Equipe                    | Crs.           | Vts.           | Poles          | V.M.R.         | Pódios         | Pts.           | Pos.           |
| --------- | --------------------------------- | ------------------------- | -------------- | -------------- | -------------- | -------------- | -------------- | -------------- | -------------- |
| 2018–19   | Fórmula 4 NACAM                   | Scuderia Martiga EG       | 20             | 6              | 3              | 12             | 14             | 322            | 2º             |
| 2019      | U.S. F2000                        | DEForce Racing            | 7              | 0              | 0              | 0              | 0              | 183            | 7º             |
| 2019      | U.S. F2000                        | Cape Motorsports          | 6              | 0              | 0              | 0              | 0              | 183            | 7º             |
| 2020      | ADAC Fórmula 4                    | Van Amersfoort Racing     | 21             | 5              | 4              | 5              | 12             | 298            | 2º             |
| 2020      | Fórmula 4 Italiana                | Van Amersfoort Racing     | 14             | 2              | 1              | 0              | 7              | 150            | 6º             |
| 2021      | Fórmula 3                         | Hitech Grand Prix         | 20             | 0              | 0              | 0              | 1              | 45             | 13º            |
| 2021      | Eurofórmula Open                  | Team Motopark             | 16             | 8              | 4              | 12             | 10             | 304            | 3º             |
| 2022      | Fórmula Regional Asiática         | Abu Dhabi Racing by Prema | 15             | 0              | 0              | 1              | 3              | 113            | 6º             |
| 2022      | Fórmula 3                         | Prema Racing              | 18             | 1              | 0              | 2              | 5              | 109            | 7º             |
| 2023      | Fórmula Regional do Oriente Médio | Hitech Grand Prix         | 3              | 0              | 0              | 0              | 0              | 4              | 28º            |
| 2023      | Fórmula 2                         | Hitech Pulse-Eight        | 26             | 1              | 1              | 0              | 5              | 57             | 13º            |
| 2024      | Fórmula 2                         | DAMS Lucas Oil            | 28             | 1              | 0              | 1              | 6              | 125            | 5º             |
| 2024–25   | Fórmula E                         | Andretti Formula E        | Piloto reserva | Piloto reserva | Piloto reserva | Piloto reserva | Piloto reserva | Piloto reserva | Piloto reserva |
| 2025      | Fórmula 2                         | DAMS Lucas Oil            | 11             | 3              | 1              | 0              | 5              | 116*           | 2º*            |
| Fonte:    |                                   |                           |                |                |                |                |                |                |                |